# Lom nad Volčo
Lom nad Volčo – wieś w Słowenii, w gminie Gorenja vas-Poljane. W 2018 roku liczyła 48 mieszkańców.